# Kōki Watari
Kōki Watari (渡 航輝 Watari Kōki?,  Prefectura de Miyagi, Japón, 8 de agosto de 1981) es un actor y modelo japonés retirado, previamente afiliado a Ōta Production.

## Filmografía

### Teatro
- Jirochō Gaiden Chikemuri Enma dō (2005, Asakusa Public Hall)
- Bambino (2006, Theatre Sunmall)
- Tango Fuyu no Owari ni (2006, Bunkamura/Theatre Cocoon)
- bambino+ (2006, Theatre Apple)
- bambino.2 (2007, Tokyo Metropolitan Art Space)
- bambino+in Yokohama (2007, Akasaka Blitz)
- bambino.0 (2008, Theatre Apple)
- bambino+in Apple (2008, Theatre Apple)
- Hakai (2009, Theatre Apple)
- Ima Kanshinchō (2009, Sunmall Studio)
- Ohayō Ojisan (2009, Ebisu Echo Theater)
- bambino.3&+ (2009, Theatre Apple/Shin Kobe Oriental City)
- Yami no Mukō-gawa (2009, The Pocket)

### Televisión
- TV Champion (2005, TV Tokyo)
- Tokoro-san & O-sugi no Idainaru Tohoho Jinbutsu-den (2006, TV Tokyo)
- Koi no Karasawagi (2006, Nippon TV)
- Quiz Monstar (2007, NHK)
- Daisuki! Itsutsugo Go3!! (2007, TBS)
- 7 Hito no Onna Bengoshi (2008, TV Asahi)
- Leader's How to Book Joe's Site (2008, TV Asahi)
- Dageki Tenshi Ruri (2008, TV Asahi)
- Koizora (2008, TBS)
- Cafe Kichijoji de (2008, TV Tokyo)
- Sagishiririko (2009, TV Tokyo)
- Rescue: Special Altitude Rescue Team (2009, TBS)
- Moraeru Terebi! (2009, TV Asahi)
- Takeshi no Coma dai sūgakka (2009, Fuji TV)

### Películas
- The Kabocha Wine Another (2007) como Hitoshi Ishikawa
- Rainbow Boys (2008) como Azumi Konishi
- Bokura no Ai no Kanade (2008) como Maki Takizaka[1]
- 252 Seizonsha Ari (2008) como Nobuo Mizuta